# NGC 3832
NGC 3832 est une vaste galaxie spirale barrée située dans la constellation du Lion. NGC 3832 a été découverte par l'astronome germano-britannique William Herschel en 1785.

## Caractéristiques
La classe de luminosité de NGC 3832 est II-III et elle présente une large raie HI.

### Distance
Sa vitesse par rapport au fond diffus cosmologique est de 7 216 ± 23 km/s, ce qui correspond à une distance de Hubble de 106,4 ± 7,5 Mpc (∼347 millions d'al).
À ce jour, trois mesures non basées sur le décalage vers le rouge (redshift) donnent une distance de 91,267 ± 6,294 Mpc (∼298 millions d'al), ce qui est tout juste à l'extérieur des valeurs de la distance de Hubble. Notons cependant que c'est avec la valeur moyenne des mesures indépendantes, lorsqu'elles existent, que la base de données NASA/IPAC calcule le diamètre d'une galaxie et qu'en conséquence le diamètre de NGC 3832 pourrait être d'environ 68,1 kpc (∼222 000 al) si on utilisait la distance de Hubble pour le calculer.

### Galaxie isolée
NGC 3832 est possiblement une galaxie du champ, c'est-à-dire qu'elle n'appartient pas à un amas ou un groupe et qu'elle est donc gravitationnellement isolée. Selon la base de données Simbad, NGC 3832 est une radiogalaxie.

### Brillance de surface
En raison d'une brillance de surface égale à 14,21 mag/am2, on peut qualifier NGC 3832 de galaxie à faible brillance de surface (LSB en anglais pour low surface brightness). Les galaxies LSB sont des galaxies diffuses (D) avec une brillance de surface inférieure de moins d'une magnitude à celle du ciel nocturne ambiant.